# Октябрьский (городской округ Люберцы)
Октя́брьский — посёлок городского типа в Московской области России. Входит в городской округ Люберцы.

## География
Расположен в 7 км к юго-востоку от Люберец на федеральной автотрассе М5 «Урал». К Октябрьскому подведено ответвление железнодорожного пути Рязанского направления МЖД (от станции Быково), пассажирского сообщения нет. Население — 25 947 чел. (2024).

## История

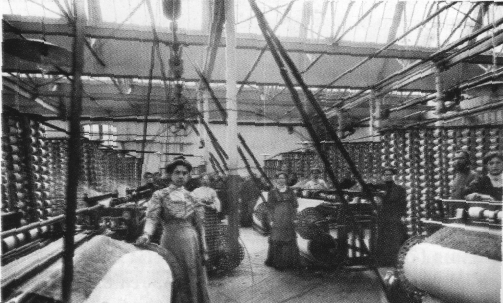
В цехе текстильной фабрики Шорыгина. Начало XX века

Первое упоминание о посёлке относится к XVI веку как «Балятино».
В 1722 году по указу Петра I для нужд палашного завода недалеко от современного посёлка была возведена большая плотина, образовавшая обширное озеро. В годы царствования императрицы Анны Иоановны завод был переоборудован в суконную фабрику, которая выпускала для армии походные палатки. В 1758 году фабрика была отдана купцу Кишкину, а в 1811 году её владельцами были братья Александр и Константин Иконниковы; в это время здесь работали 82 мастеровых. В 1815 году на аукционной продаже суконная фабрика была приобретена московским купцом Василием Григорьевичем Назаровым, а в 1832 году хозяевами фабрики стали купцы Соколовы. В конце XIX века фабрика была куплена «Товариществом Горкинской мануфактуры», основанным отцом известного советского химика П. П. Шорыгина — Полиевктом Тихоновичем Шорыгиным. В августе 1897 года в одном километре от старого здания, около селения Балятино, Шорыгины начали строительство бумагопрядильной и ткацкой фабрики, закончив её в конце 1898 года. К 1912 году были пущены новые цеха с английскими автоматическими станками, увеличен штат рабочих до 2400 человек, большинство из которых проживало в поселении в фабричных квартирах.
В Советское время фабрика им. Октябрьской революции была лидирующим предприятием отрасли. В годы Великой Отечественной войны она выпускала маскировочную сетку и специальную ткань для фронта. Фабрика была настолько важной для развития посёлка во все времена, что это даже нашло отражение в современном гербе. Ныне — фабрика и торговый комплекс «ТекстильПрофи».
В послевоенные годы появились: СУС-5, обслуживающее специальную связь на территории всего СССР; МСУ-9, строительное предприятие, специализирующееся на мостах для автострад.
Статус посёлка городского типа (рабочего посёлка) Октябрьский получил в 1928 году.
В 2024 году рабочий посёлок преобразован в посёлок городского типа.

## Население
| 1939    | 1959    | 1970    | 1979    | 1989    | 2002    | 2006    | 2009    | 2010    |
| ------- | ------- | ------- | ------- | ------- | ------- | ------- | ------- | ------- |
| 6317    | ↗7766   | ↗8437   | ↗8687   | ↘8634   | ↗10 135 | ↘9900   | ↗11 563 | ↗13 165 |
| 2012    | 2013    | 2014    | 2015    | 2016    | 2017    | 2018    | 2019    | 2020    |
| ↗14 525 | ↗15 486 | ↗16 386 | ↗17 222 | ↗17 766 | ↗18 502 | ↗19 482 | ↗19 878 | ↗20 073 |
| 2021    | 2023    | 2024    |         |         |         |         |         |         |
| ↗24 704 | ↗25 381 | ↗25 947 |         |         |         |         |         |         |

## Местное самоуправление
В рамках организации местного самоуправления рабочий посёлок Октябрьский с 2017 года входит в городской округ Люберцы. Октябрьский вместе с рабочим посёлком Томилино подчинены в администрации городского округа территориальному управлению Томилино-Октябрьский.
С 2006 до 2016 гг. в составе существовавшего в тот период Люберецкого муниципального района рабочий посёлок Октябрьский образовывал одноимённое городское поселение рабочий посёлок Октябрьский (площадью 410 га), упразднённое в 2017 году в связи с преобразованием муниципального района вместе со всеми поселениями в его составе в единый городской округ.

## Экономика
Здания бывшей текстильной фабрики используются под складские помещения ЗАО «Октекс», Торговый центр «Текстиль профи», до 2015 года действовала крупная мебельная фабрика ЗАО «Форема-кухни».

## Кладбище
Муниципальное поселковое кладбище расположено на въезде в посёлок со стороны Москвы по левой стороне Новорязанского шоссе. Основано в 1938 году.

## Достопримечательности
- Баулинский лес
- Церковь Троицы Живоначальной в Октябрьском[29]

## Известные люди
- Герасимова, Антонина Сергеевна (род. 1930) — советский и российский инженер-геолог и грунтовед, учёный в области инженерной геологии и педагог, кандидат геолого-минералогических наук.
- Данилин, Вячеслав Вячеславович (род. 1984) — российский футболист.
- Шорыгин, Полиевкт Тихонович — основатель Старо-Горкинской мануфактуры. Внёс огромный вклад в развитие посёлка. Им построены к 1910 году: больница, школа, баня, жилые корпуса для рабочих, которые до сих пор используются по прямому назначению.

## Фотографии

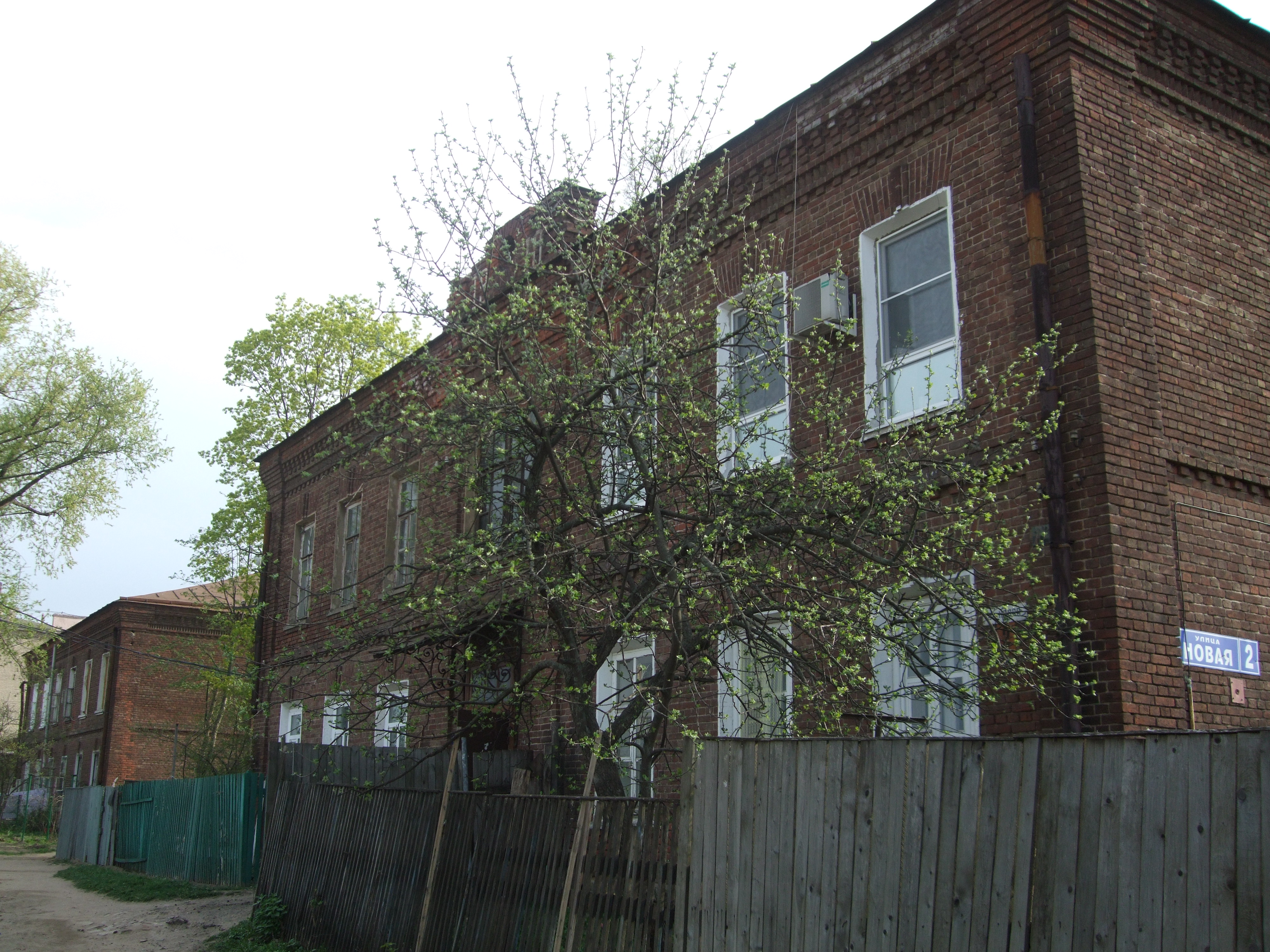
Дореволюционные здания на Новой улице
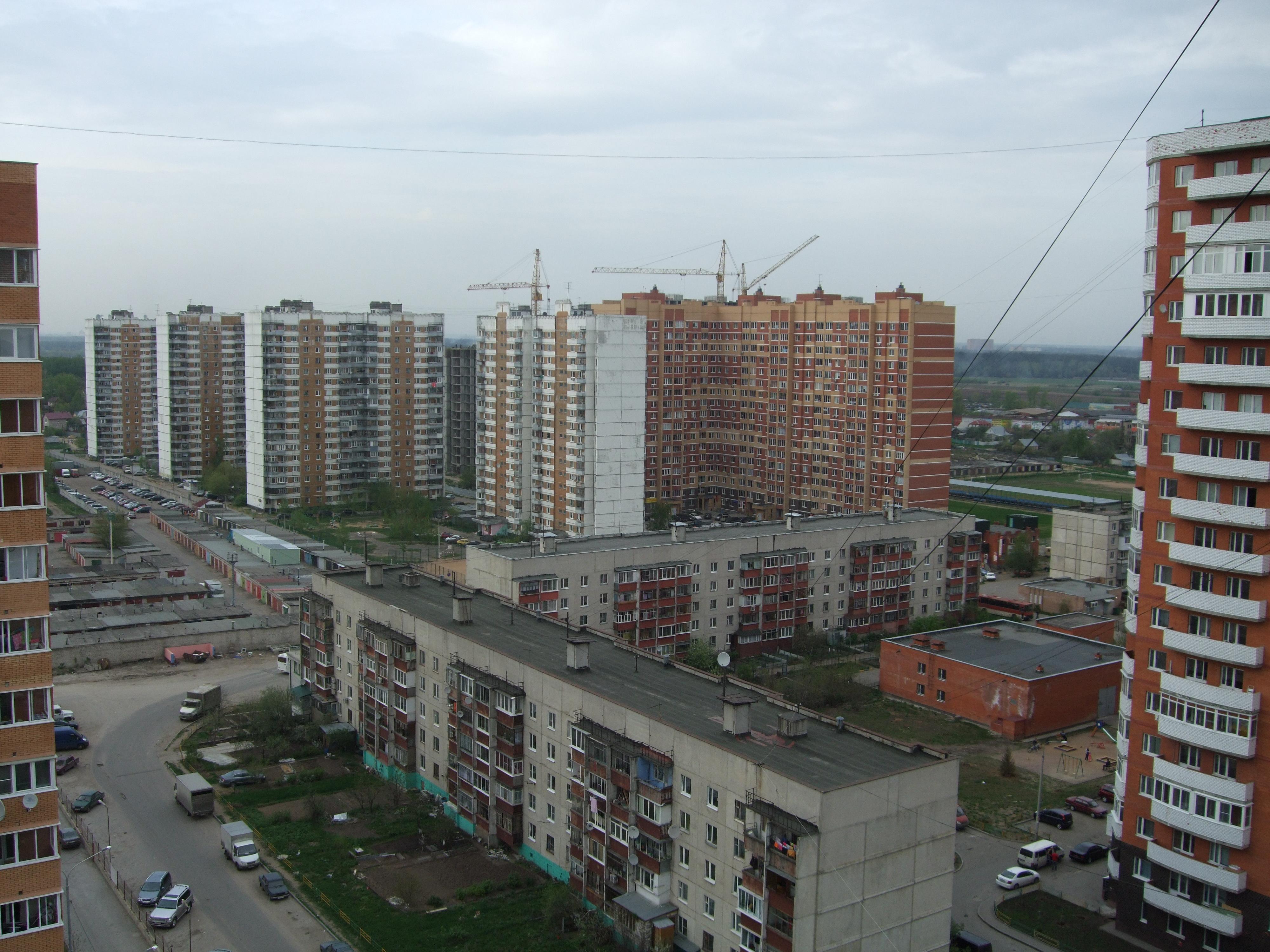
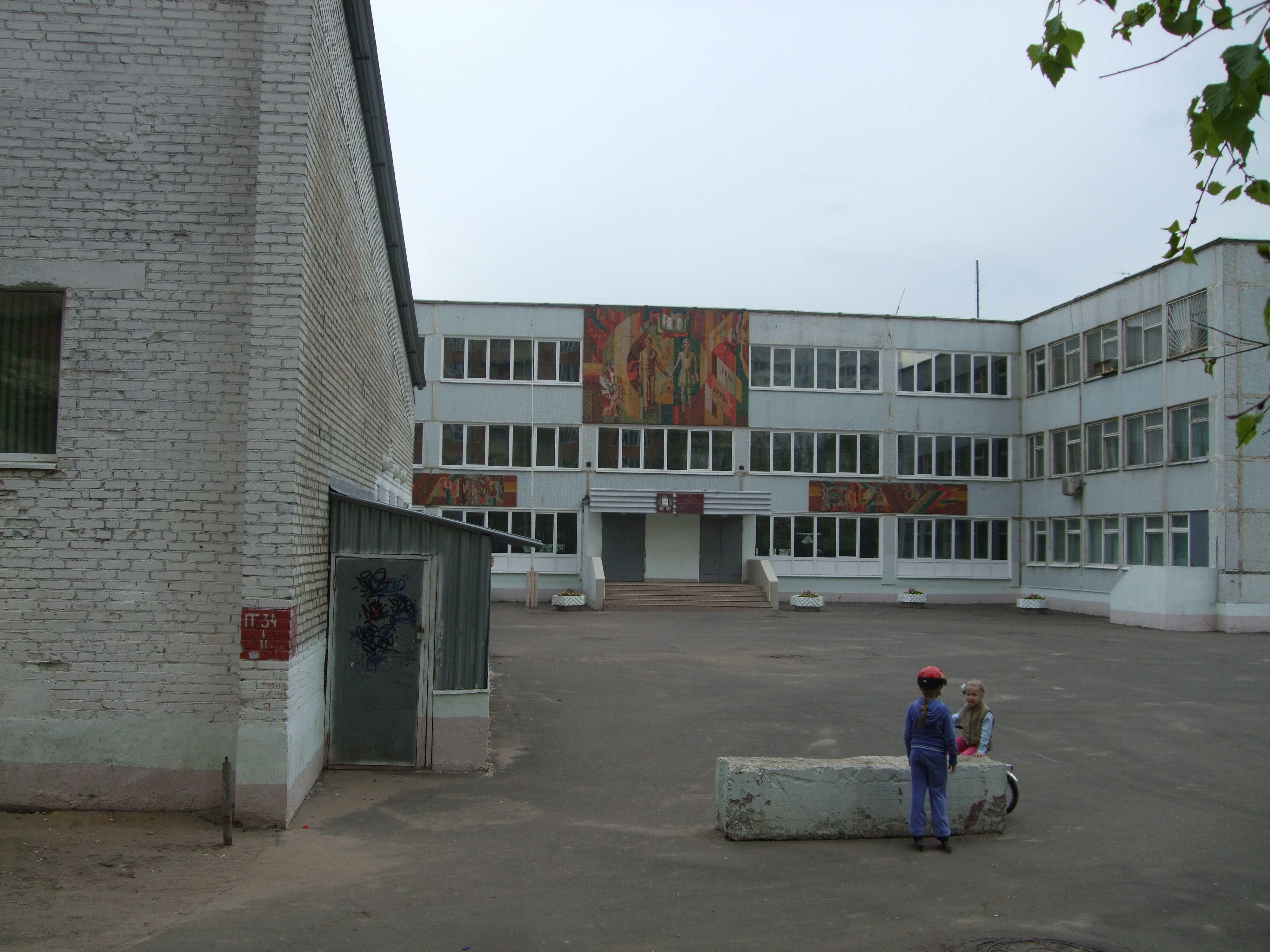
Средняя школа №53